# Andreas Walzer (Fußballspieler)
Andreas Walzer (* 13. März 1987 in Wien) ist ein österreichischer Fußballspieler.

## Karriere
Walzer begann seine Karriere beim FC Oslip. 2000 wechselte er zum SC Freistadt Rust. 2001 kam er in die Jugend des FK Austria Wien. Im Oktober 2004 debütierte er für die Zweitmannschaft der Austria in der Regionalliga, als er am neunten Spieltag der Saison 2004/05 gegen den SV Rohrbach in der Halbzeitpause für Christoph Pomper eingewechselt wurde. Zu Saisonende konnte er mit Austria Wien II in die zweite Liga aufsteigen.
Sein Debüt in der zweithöchsten Liga gab er im Mai 2006, als er am 34. Spieltag der Saison 2005/06 gegen den SC Schwanenstadt in der Halbzeitpause für Hannes Toth ins Spiel gebracht wurde. In jenem Spiel konnte Walzer sogar den Treffer zum 4:1-Endstand erzielen. Ebenfalls 2005/06 schloss Walzer die Frank-Stronach-Akademie der Austria in Hollabrunn ab.
Zur Saison 2007/08 wechselte Walzer zum Ligakonkurrenten SC-ESV Parndorf 1919. Nachdem er mit den Burgenländern in die Regionalliga abgestiegen war, verließ er den Verein im Sommer 2008. Nachdem er ein halbes Jahr vereinslos gewesen war, schloss er sich im Jänner 2009 dem viertklassigen SV Schattendorf an. Nach einem halben Jahr in der Burgenlandliga wechselte er im Sommer 2009 zum Regionalligisten SV Horn.
Nach zwei Jahren in Niederösterreich kehrte er 2011 ins Burgenland zurück, wo er sich dem viertklassigen ASV Draßburg anschloss. Bis zum Sommer 2016 war er in 139 Meisterschaftsspielen im Einsatz und kam dabei zu 74 Treffern. Nachdem er ein Jahr lang pausierte und in dieser Zeit als Jugendtrainer der Draßburger sowie des SV Schattendorf fungierte, schloss er sich im Sommer 2017 dem SC Bad Sauerbrunn an. Danach folgten weitere Stationen im burgenländischen Unterhaus; etwa beim SC Trausdorf (2018 bis 2019) oder beim UFC St. Georgen/Eisenstadt (2019 bis 2020). Seit Jahresbeginn 2020 steht Walzer wieder beim SV Schattendorf unter Vertrag. Hier übernahm er ebenfalls eine Funktion als Trainer in der Jugend.